# Silhouettella
Silhouettella is een geslacht van spinnen uit de  familie van de Oonopidae (dwergcelspinnen).

## Soorten
- Silhouettella assumptia Saaristo, 2001
- Silhouettella betalfa Saaristo, 2007
- Silhouettella curieusei Benoit, 1979
- Silhouettella loricatula (Roewer, 1942)
- Silhouettella tomer Saaristo, 2007
- Silhouettella usgutra Saaristo & van Harten, 2002